# Ernst Heppner
Ernst Heppner (* 4. September 1891 in Koschmin, Provinz Posen; † 16. Dezember 1973 in Jerusalem) war ein deutscher Arzt.

## Leben und Wirken in Deutschland
Ernst Heppner war der Sohn eines promovierten Bezirksrabbiners. Er studierte Medizin an den Universitäten in München, Berlin und Heidelberg. Mit Beginn des Ersten Weltkriegs unterbrach er das Studium und diente als Kriegsfreiwilliger in Berlin, darunter als Arzt in Lazaretten. Anschließend schloss er das Studium an der dortigen Universität 1915 mit der Approbation ab. 1918 wurde Heppner Oberarzt. Er durchlief eine chirurgische Ausbildung in mehreren Krankenhäusern, darunter als Assistenzarzt am Jüdischen Krankenhaus Berlin.
1919 heiratete Heppner und ging nach Hamburg. An der Hamburger Universität promovierte er im selben Jahr. 1921 bekam er eine Stelle als Assistent von Hermann Kümmell in der 1. Chirurgischen Abteilung des Krankenhauses Hamburg-Eppendorf. An der Hamburger Universität arbeitete er als erster Assistent am Anatomischen Institut. Eine weitere Arbeitsstelle erhielt er am Diakonissenhaus Jerusalem, wo er bis 1923 als Gynäkologe tätig war. 1924 schloss Heppner die ärztliche Ausbildung ab. In Eppendorf gründete er eine eigene Praxis als Facharzt für Chirurgie und Gynäkologie. Die Praxis befand sich in der Lenhartzstraße 1. 1928 kaufte er eine Praxis von Dr. Ludwig Seeligmann, die sich in der Esplanade 88 befand. Im selben Jahr wurde er für die Allgemeine Ortskrankenkasse als Frauenarzt zugelassen und erhielt ein Angebot, ein Baugrundstück in Wandsbek-Marienthal zu erwerben. Heppner nahm das Angebot an und zog 1929 mit seiner Frau und drei Kindern dorthin. Das Wohnhaus befand sich in der Rennbahnstraße 48, heute Bovestraße 44. Aufgrund der guten Entwicklung seiner Praxis eröffnete Heppner eine weitere Niederlassung. Diese Praxis in Wandsbek befand sich in der Schloßstraße 32.
Aufgrund des Judenboykotts stellten Mitglieder der SA am 1. April 1933 ein Plakat in den Vorgarten von Heppners Wohnhaus. „Jüdischen Ärzten überlasset nicht deutsche Gesundheit!“ lautete der Titel. Heppner verlangte, das Plakat fotografieren zu dürfen, was ungewöhnlich mutig war. Die so entstandene Fotografie, die sich heute in Privatbesitz befindet, ist als einzigartig für Hamburg anzusehen. Da er als „Nichtarier“ galt, wurde Heppner zwei Monate später die Kassenzulassung entzogen. Die von Heppner betriebene Privatpraxis war bis zu diesem Zeitpunkt häufig von Ehefrauen höherer Beamten besucht worden. Da die Dienststellen angehalten waren, Rechnungen von jüdischen Ärzten nicht mehr zu bezahlen, verlor Heppner somit eine weitere wichtige Einnahmequelle. Da seine Einkünfte nicht mehr ausreichten, um den Lebensunterhalt bestreiten zu können, musste Heppner den Hausrat, der aus wertvollen Möbeln, Teppichen und einer Bildersammlung bestand, unter Wert veräußern. Haus und Grundstück der Familie wurden zwei Monate später zwangsversteigert. Im Februar 1934 musste Ernst Heppner mit Frau und Kindern das Haus in Marienthal verlassen. Sie bezogen eine kleine Wohnung in der Hansastraße 38. Der Arzt empfing hier nur noch wenige Patientinnen. 
Heppner hatte sich bereits in den 1920er Jahren mit dem Zionismus beschäftigt und mit seiner Frau Palästina bereist. Aufgrund der schwierigen Situation intensivierte er seine Bemühungen, dorthin auswandern zu können. Er hatte allerdings keine ausreichenden finanziellen Mittel, um ein Einreise-Zertifikat erhalten zu können. Außerdem hatte Heppner noch Steuern zu zahlen. Das Finanzamt gewährte Heppner schließlich ein Darlehen. Nachdem die Jewish Agency for Israel ein kostenloses „Ehrenzertifikat“ erteilt hatte und Heppners Vater das Vorhaben finanziell unterstützte, konnte die Familie Hamburg im September 1934 verlassen.

## Emigration und zwischenzeitliche Rückkehr nach Deutschland
Die Familie zog nach Jerusalem. Ernst Heppner eröffnete dort eine kleine Praxis in einer Zweizimmerwohnung. Die Einkünfte reichten jedoch nicht aus, um den Familienunterhalt bestreiten zu können. Heppner arbeitete daher zwischenzeitlich als Arzt auf Schiffen, die zwischen Haifa und Triest verkehrten. Zudem praktizierte er in mehreren Krankenhäusern. Heppners Ehefrau übernahm Arbeiten in Haus und Küche, während Heppner die Kinder betreute. Sie leistete damit einen wesentlichen Beitrag zum Lebensunterhalt der Familie.
Bereits in Deutschland hatte Ernst Heppner aufgrund der Judenverfolgung psychische Probleme. Da die Situation der Familie in Jerusalem dauerhaft angespannt war, entwickelte Heppner eine Depression. 1939/40 ging er nach Belgien. Hier besorgte er gefälschte Papiere, die seiner Schwester und deren Familie eine Ausreise aus Deutschland ermöglichen sollten. 1945/46 verbesserte sich die finanzielle Situation Heppners. Als er jedoch erfuhr, dass fünf seiner Schwestern während des Zweiten Weltkriegs getötet worden waren und nur zweien die Flucht aus Deutschland gelungen war, verstärkten sich die Depressionen. Heppner war aus diesem Grund nur noch sehr bedingt arbeitsfähig.
1955 kehrte Heppner nach Deutschland zurück, um sich am Universitätsklinikum Eppendorf behandeln zu lassen. Die Behandlung verlief erfolgreich. Zugleich versuchte er, von der kassenärztlichen Vereinigung eine Entschädigung und Altersrente zu erhalten. Die Regeln der Vereinigung sahen seit 1948 vor, dass Ärzte, die eine Praxis aufgegeben hatten, nur Ansprüche auf entsprechende Zahlungen hatten, wenn sie eine ununterbrochene Tätigkeit für die Kasse von zehn Jahren nachweisen konnten. Da die Regeln keine Ausnahme für Personen vorsahen, die ihre ärztliche Tätigkeit aufgrund einer Ausreise aus Deutschland erzwungenermaßen vorübergehend unterbrechen mussten, standen Heppner keine Altersbezüge zu. Um diese dennoch erhalten zu können, kehrte er im Alter von 65 Jahren mit seiner Ehefrau nach Hamburg zurück. Er eröffnete eine Praxis am Pfenningsbusch 15 in Barmbek-Süd. Hier wohnte das Ehepaar später auch.
1961 ging das Ehepaar wieder nach Jerusalem. Ernst Heppner starb hier im Dezember 1973.